# ラティウム戦争
ラティウム戦争（ラティウムせんそう、ラテン語: Bellum Latinum）は、イタリア半島において、共和政ローマとローマ近隣のラティウム人およびラティウム同盟の間で行われた戦争である。英語表記のラテン戦争（Latin War）とも称される。
なお、「ラティウム戦争」と称される戦争は2度あり、1度目は紀元前498年から紀元前493年まで、2度目は紀元前340年から紀元前338年まで行われた。

## 第一次ラティウム戦争
この第一次戦争については、伝承上のローマ建国時の記録になるため、伝説的な事項が含まれる可能性がある。
王政ローマの第7代の王であったタルクィニウス・スペルブスは紀元前509年にルキウス・ユニウス・ブルトゥスらによって王位を追われ、ローマより追放された。ティトゥス・リウィウスによると、エトルリア出身であったタルクィニウスの援軍となったラティウム人たちによって起こされた戦争であったとされる。　
最大の激戦となったレギッルス湖畔の戦いは紀元前496年頃に行われたとされ、ローマ側は独裁官（ディクタトル）アウルス・ポストゥミウス・アルブスと、独裁官ポストゥミウスのマギステル・エクィトゥムであったティトゥス・アエブティウス・エルウァ（Titus Aebutius Elva）らが軍を率いた。
一方のラティウム人側はラティウム都市トゥスクルムの王子であったオクタウィウス・マミリウス（Octavius Mamilius）とタルクィニウス、タルクィニウスの息子セクストゥスが指揮官となって、ラティウム軍を率いた。タルクィニウスが率いたことでローマ軍は過去のどの戦いより激しく戦い、激戦の末にローマ軍がラティウム軍を撃退した。
ポストゥミウスとアエブティウスはローマで凱旋式を挙げ、ポストゥミウスはこの戦勝を以てレギッレンシス（Regillensis）の称号を得た。一方のタルクィニウスはローマへ戻ることは無く、紀元前495年頃にクルシウム（現：キウージ）で死去した。
レギッルス湖の戦いが終わった後も暫くは戦争が継続されたが、紀元前493年に停戦した。

## 第二次ラティウム戦争
ローマから自立するためのラティウム人たちの圧力が戦争開始の大きな原動力であった。
紀元前340年、ローマとラティウム同盟が対等の条件で一つの国家として構成されるように、ラティウム同盟側はローマ元老院へ使者を派遣した。

紀元前4世紀のイタリア半島の勢力図

過去にローマはラティウム同盟の盟主であった時期もあったが、ローマ元老院はラティウム同盟側の要望（対等の条件での国家連合構想）の受け入れを拒否したため、それを受けたラティウム同盟はローマへ宣戦布告して戦争が開始された。
ラティウム人とカンパニア人の同盟軍との戦争開始前、ローマはサムニウム人と戦争（第一次サムニウム戦争）を行っていたが、ラティウム戦争の開始が始まる前にサムニウム人とは和議を締結していた（紀元前341年）。
ラティウム人の中でラウレンテス族（Laurentes）とカンバニア地方のエクィテス（騎士階級）だけは、パエリグニ族（Paeligni）の支援を受けたローマ人側に加勢した。
ラティウム軍はサムニウム地方へ入り、ローマ軍はラティウム軍を避けながらフキネ湖（Fucine Lake）まで移動して、カンパニア地方の領土へ侵入してウェスウィウス山の近郊でラティウム同盟軍およびカンパニア軍へ攻撃を仕掛けた。
このウェスウィウスの戦いで、その年の執政官ティトゥス・マンリウス・インペリオスス・トルクァトゥスとプブリウス・デキウス・ムスが率いるローマ軍はラティウム軍を撃破した。
ローマ側の情報によると、マンリウスは自らの指示に従わなかった息子を軍規により処刑して軍を引き締め、一方のデキウス・ムスはローマ軍の勝利のために自らの人生を神に捧げたと伝わっている。
紀元前339年、マンリウスはトリファヌムの戦い（現在のカゼルタ近郊）で再びラティウム軍を撃破した。
2度の敗戦でカンパニア地方からラティウム軍は撤退して自らの勢力地盤であるラティウム地方へと移動したが、ローマ軍へ抵抗する十分な戦力は持っていなかった。敗北したラティウム人たちは、ローマの強大な勢力を認めざるを得なかった。幾つかのラティウム都市はローマ化され、他の都市もローマの行政官を受入れたり、ローマの植民市になっていった。
戦争はラティウム同盟の解体と、ラティウム同盟がローマの影響下に入る結果となり、一方でラティウム同盟へローマ市民権とは別な形の権利ラテン市民権が付与されることとなった。
なお、ラティウム戦争の終結から約10年後にサムニウム人との戦争が再度勃発することとなった。

## 参考資料
- ティトゥス・リウィウス　「Ab Urbe Condita」